# A New York Islanders játékosainak listája
A New York Islanders a National Hockey League-ben szereplő profi jégkorong csapat. Ez a lista azokat a játékosokat tartalmazza, akik legalább egy mérkőzésen pályára léptek 1972 óta.

Tartalomjegyzék: 
| Ábécé szerinti tartalomjegyzék                      |
| --------------------------------------------------- |
| A B C D E F G H I J K L M N O P Q R S T U V W X Y Z |

## A
- Keith Acton,
- Bruce Affleck,
- Micah Aivazoff,
- Mikael Andersson,
- Niklas Andersson,
- Dave Archibald,
- Derek Armstrong,
- Arron Asham,
- Adrian Aucoin,
- Keith Aucoin,

## B
- Josh Bailey,
- Bob Bassen,
- Shawn Bates,
- Ken Baumgartner,
- Bob Beers,
- Derek Bekar,
- Jesse Belanger,
- Ken Belanger,
- Bryan Berard,
- Bill Berg,
- Sean Bergenheim,
- Marc-André Bergeron,
- Michel Bergeron,
- Marc Bergevin,
- Todd Bertuzzi,
- Craig Berube,
- Martin Biron,
- Mathieu Biron,
- Don Blackburn,
- Jason Blake,
- Eric Boguniecki,
- Darryl Bootland,
- Mike Bossy,
- Joel Bouchard,
- Eric Boulton,
- Bob Bourne,
- Paul Boutilier,
- Randy Boyd,
- Brad Boyes,
- Kip Brennan,
- Eric Brewer,
- Aris Brimanis,
- Richard Brodeur,
- Arnie Brown,
- Sven Butenschön,
- Shawn Byram,

## C
- Eric Cairns,
- Ryan Caldwell,
- Craig Cameron,
- Matt Campanale,
- Chris Campoli,
- Matt Carkner,
- Billy Carroll,
- Zdeno Chára,
- Vlagyimir Csebaturkin,
- Tom Chorske,
- Dean Chynoweth,
- Dave Chyzowski,
- Casey Cizikas,
- Wendel Clark,
- Danton Cole,
- Kevin Colley,
- Rob Collins,
- Jeremy Colliton,
- Blake Comeau,
- Mike Comrie,
- Pat Conacher,
- Tim Connolly,
- Bob Cook,
- Neal Coulter,
- Marcel Cousineau,
- Adam Creighton,
- Terry Crisp,
- Doug Crossman,
- Ted Crowley,
- Jim Cummins,
- Brian Curran,
- Mariusz Czerkawski,

## D
- Jean-Jacques Daigneault,
- Brad Dalgarno,
- Rod Dallman,
- Craig Darby,
- Johan Davidsson,
- Rob Davison,
- Jason Dawe,
- Joe Day,
- Gerry Desjardins,
- Jarrett Deuling,
- Kevin Devine,
- Justin DiBenedetto,
- Gerald Diduck,
- Rob DiMaio,
- Gord Dineen,
- Rick DiPietro,
- Ted Donato,
- Mike Donnelly,
- Jamie Doornbosch,
- Jim Dowd,
- Tom Draper,
- Jude Drouin,
- Ted Drury,
- Wade Dubielewicz,
- Mike Dunham,

## E
- Dallas Eakins,
- Mark Eaton
- John Erskine,
- Shawn Evans,

## F
- Drew Fata,
- Ruszlan Fedotenko,
- Chris Ferraro,
- Ray Ferraro,
- Eric Fichaud,
- Jeff Finley,
- Joe Finley,
- Tom Fitzgerald,
- Mark Fitzpatrick,
- Wade Flaherty,
- Patrick Flatley,
- Dave Fortier,
- Corey Foster,
- Iain Fraser,

## G
- Paul Gagné,
- Germain Gagnon,
- Garry Galley,
- Bruno Gervais,
- Christopher Gibson,
- Greg Gilbert,
- Clark Gillies,
- Trevor Gillies
- Ray Giroux,
- Éric Godard,
- Butch Goring,
- Michael Grabner,
- Gerry Gray,
- Denisz Grebeskov,
- Josh Green,
- Rick Green,
- Travis Green,
- Richard Grenier,
- Brent Grieve,
- Jari Grönstrand,
- Paul Guay,
- Bill Guerin,

## H
- Calvin de Haan,
- Ari Haanpää,
- Jeff Hackett,
- Sean Haggerty,
- Bob Halkidis,
- Kevin Haller,
- Mats Hallin,
- Jeff Hamilton,
- Travis Hamonic,
- Roman Hamrlík,
- Mark Hamway,
- Ron Handy,
- Richie Hansen,
- Alekszandr Haritonov,
- David Harlock,
- Billy Harris,
- Gerry Hart,
- Neil Hawryliw,
- Glenn Healy,
- Raimo Helminen,
- Darby Hendrickson,
- Lorne Henning,
- Dale Henry,
- Ian Herbers,
- Jason Herter,
- Jamie Heward,
- Ron Hextall,
- Ernie Hicke,
- Thomas Hickey
- Andy Hilbert,
- Sean Hill,
- Jack Hillen,
- Randy Hillier,
- Goran Hogosta,
- Benoit Hogue,
- Jason Holland,
- Mike Hordy,
- Doug Houda,
- Mike Hough,
- Garry Howatt,
- Scott Howson,
- Tony Hrkac,
- Kelly Hrudey,
- Dave Hudson,
- Brent Hughes,
- Trent Hunter,

## I
- Brad Isbister,

## J
- Tim Jackman,
- Dane Jackson,
- Craig Janney,
- Mark Janssens,
- Cole Jarrett,
- Alekszej Jasiny,
- Jesse Joensuu
- Glenn Johannesen,
- Andreas Johansson,
- Randy Johnston,
- Olli Jokinen,
- Jorgen Jonsson,
- Kenny Jonsson,
- Tomas Jonsson,
- Steve Junker,
- Milan Jurcina,

## K
- Anders Kallur,
- Yan Kaminsky,
- Alekszandr Karpovtszev,
- Darjusz Kaszparajtyisz,
- Mike Kaszycki,
- Mark Katic,
- Matt Keith,
- Mike Kennedy,
- Alan Kerr,
- Derek King,
- Marko Kiprusoff,
- Anton Klementyev
- Matt Koalska,
- Chad Kolarik,
- Juraj Kolník,
- Steve Konroyd,
- Jevgenyij Koroljov,
- Roger Kortko,
- Mikko Koskinen
- Viktor Kozlov,
- Jason Krog,
- Richard Kromm,
- Uwe Krupp,
- Paul Kruse,
- Tom Kurvers,
- Dale Kushner,
- Oleg Kvasa,

## L
- Scott Lachance,
- Daniel Lacroix,
- Pat LaFontaine,
- Gord Lane,
- Dave Langevin,
- Claude Lapointe,
- Reed Larson,
- Brad Lauer,
- Brian Lavender,
- Mark Lawrence,
- Nathan Lawson,
- Derek Laxdal,
- Walt Ledingham,
- Anders Lee,
- Bryan Lefley,
- Ken Leiter,
- Alan Letang,
- Dave Lewis,
- Jeff Libby,
- Trevor Linden,
- Mats Lindgren,
- Brett Lindros,
- Claude Loiselle,
- Troy Loney,
- Danny Lorenz,
- Bob Lorimer,
- Craig Ludwig,
- Warren Luhning,
- Brad Lukowich,
- Chris Luongo,
- Roberto Luongo,

## M
- Andrew MacDonald
- Joey MacDonald,
- Garth MacGuigan,
- Billy MacMillan,
- Mike MacWilliam,
- Jim Mair,
- Mikko Mäkelä,
- Vlagyimir Malahov,
- David Maley,
- Dean Malkoc,
- Don Maloney,
- George Maneluk,
- Eric Manlow,
- Justin Mapletoft,
- Brian Marchinko,
- Hector Marini,
- Chris Marinucci,
- Masi Marjamäki,
- Daniel Marois,
- Bert Marshall,
- Matt Martin
- Radek Martinek,
- Steve Martins,
- Greg Mauldin,
- Wayne McBean,
- Bryan McCabe,
- Colin McDonald
- Hubie McDonough,
- Mike McEwen,
- Bob McGill,
- Marty McInnis,
- Alex McKendry,
- Todd McLellan,
- Jamie McLennan,
- Dave McLlwain,
- Roland Melanson,
- Wayne Merrick,
- Freddy Meyer,
- Branislav Mezei,
- Petr Mika,
- Bill Mikkelson,
- Kevin Miller,
- Kip Miller,
- Tom Miller,
- Al Montoya,
- Ken Morrow,
- Mike Mottau,
- Matt Moulson
- Bill Muckalt,
- Brian Mullen,
- Kirk Muller,
- Ken Murray,
- Anders Myrvold,

## N
- Dmitrij Nabokov,
- Jevgenij Namesztnyikov,
- Alain Nasreddine,
- Szergej Nemcsinyov,
- Brock Nelson
- Neil Nicholson,
- Nino Niederreiter,
- Frans Nielsen,
- Janne Niinimaa,
- Anders Nilsson,
- Robert Nilsson,
- Petteri Nokelainen,
- Jeff Norton,
- Gary Nylund,
- Bob Nystrom,

## O
- Gino Odjick,
- Todd Okerlund,
- Kyle Okposo,
- Vlagyimir Orszagh,
- Chris Osgood,

## P
- Žigmund Pálffy,
- Pierre-Alexandre Parenteau,
- Richard Park,
- Grigorijs Panteļejevs,
- Justin Papineau,
- Jean-Paul Parisé,
- Greg Parks,
- Mark Parrish,
- Scott Pearson,
- Michael Peca,
- Adam Pelech,
- Stefan Persson,
- Róbert Petrovický,
- Tomi Pettinen,
- Rich Pilon,
- Dan Plante,
- Jason Podollan,
- Tom Poti,
- Denis Potvin,
- Félix Potvin,
- Jean Potvin,
- Kevin Poulin,
- Pat Price,
- Chris Pryor,
- David Pulkkinen,
- Taylor Pyatt,

## Q
- Deron Quint,

## R
- Rhett Rakhshani
- Joe Reekie,
- Dylan Reese,
- Darcy Regier,
- Steve Regier,
- Robert Reichel,
- Glenn Resch,
- Barry Richter,
- Jamie Rivers,
- Randy Robitaille,
- Dave Roche,
- Dwayne Roloson,
- Doug Rombough,
- Cliff Ronning,
- Allan Rourke,

## S
- Joe Sacco,
- Tommy Salo,
- Dave Salvian,
- Miroslav Šatan,
- Dave Scatchard,
- Mathieu Schneider,
- Ray Schultz,
- Scott Scissons,
- Alekszandr Szemak,
- Jon Sim,
- Chris Simon,
- Jason Simon,
- Shane Sims,
- Mike Sillinger,
- Billy Smith,
- Brandon Smith,
- Ron Smith,
- Vern Smith,
- Wyatt Smith,
- Bryan Smolinski,
- Ryan Smyth,
- Garth Snow,
- Tommy Söderström,
- Brent Sopel,
- Brian Spencer,
- Matthew Spiller,
- André St. Laurent,
- Steve Staios,
- Paul Stanton,
- Mike Stapleton,
- Mike Stevens,
- Ralph Stewart,
- Ron Stewart,
- Martin Straka,
- Mark Streit,
- Ryan Strome,
- Jason Strudwick,
- Brent Sutter,
- Duane Sutter,
- Ron Sutter,
- Andy Sutton,
- Ken Sutton,
- Bob Sweeney,

## T
- Jeff Tambellini,
- Steve Tambellini,
- Dick Tärnström,
- John Tavares,
- Chris Taylor,
- Vic Teal,
- Chris Terreri,
- Gilles Thibaudeau,
- Steve Thomas,
- Nate Thompson,
- Milan Tichý,
- Mattias Timander,
- Jeff Toms,
- John Tonelli,
- Raffi Torres,
- Graeme Townshend,
- Bryan Trottier,
- John Tucker,
- Marko Tuomainen,
- Pierre Turgeon,
- Brad Turner,

## U
- David Ullström,

## V
- Nicholas Vachon,
- Steve Valiquette,
- Darren Van Impe,
- John Vanbiesbrouck,
- Josef Vašíček,
- Andrej Vasziljev,
- Dennis Vaske,
- Yvon Vautour,
- Ľubomír Višňovský
- David Volek,
- Mick Vukota,

## W
- Tim Wallace,
- Mike Walsh,
- Ben Walter,
- Mike Watt,
- Steve Webb,
- Kevin Weekes,
- Steve Weeks,
- Mattias Weinhandl,
- Ed Westfall,
- Jason Widmer,
- Jason Wiemer,
- Ty Wishart,
- Brendan Witt,
- Randy Wood,

## Y
- Mike York,

## Z
- Richard Zedník,
- Alekszej Zsitnyik